# 모라데산크티스
모라데산크티스(이탈리아어: Morra De Sanctis)는 이탈리아 캄파니아주 아벨리노도의 코무네다.